# Jan Groeneweg
Jan Groeneweg (Rotterdam, 26 november 1952) is een Nederlands voormalig voetballer. Hij stond onder contract bij SVV, NAC, Go Ahead Eagles en PEC Zwolle '82. In zijn laatste periode bij Go Ahead Eagles werd hij verhuurd aan Vitesse.

## Statistieken
| Seizoen | Club            | Land      | Competitie     | Wed. | Goals |
| ------- | --------------- | --------- | -------------- | ---- | ----- |
| 1975/76 | NAC             | Nederland | Eredivisie     | 26   | 5     |
| 1976/77 | NAC             | Nederland | Eredivisie     | 29   | 11    |
| 1977/78 | Go Ahead Eagles | Nederland | Eredivisie     | 30   | 9     |
| 1978/79 | Go Ahead Eagles | Nederland | Eredivisie     | 25   | 11    |
| 1979/80 | Go Ahead Eagles | Nederland | Eredivisie     | 5    | 2     |
| 1980/81 | Go Ahead Eagles | Nederland | Eredivisie     | 3    | 0     |
| 1981/82 | Go Ahead Eagles | Nederland | Eredivisie     | 4    | 0     |
| 1982    | → Vitesse       | Nederland | Eerste divisie | 10   | 2     |
| 1983/84 | PEC Zwolle '82  | Nederland | Eredivisie     | 4    | 0     |
| Totaal  | Totaal          | Totaal    | Totaal         | 136  | 40    |